# Årsta gårds kvarn

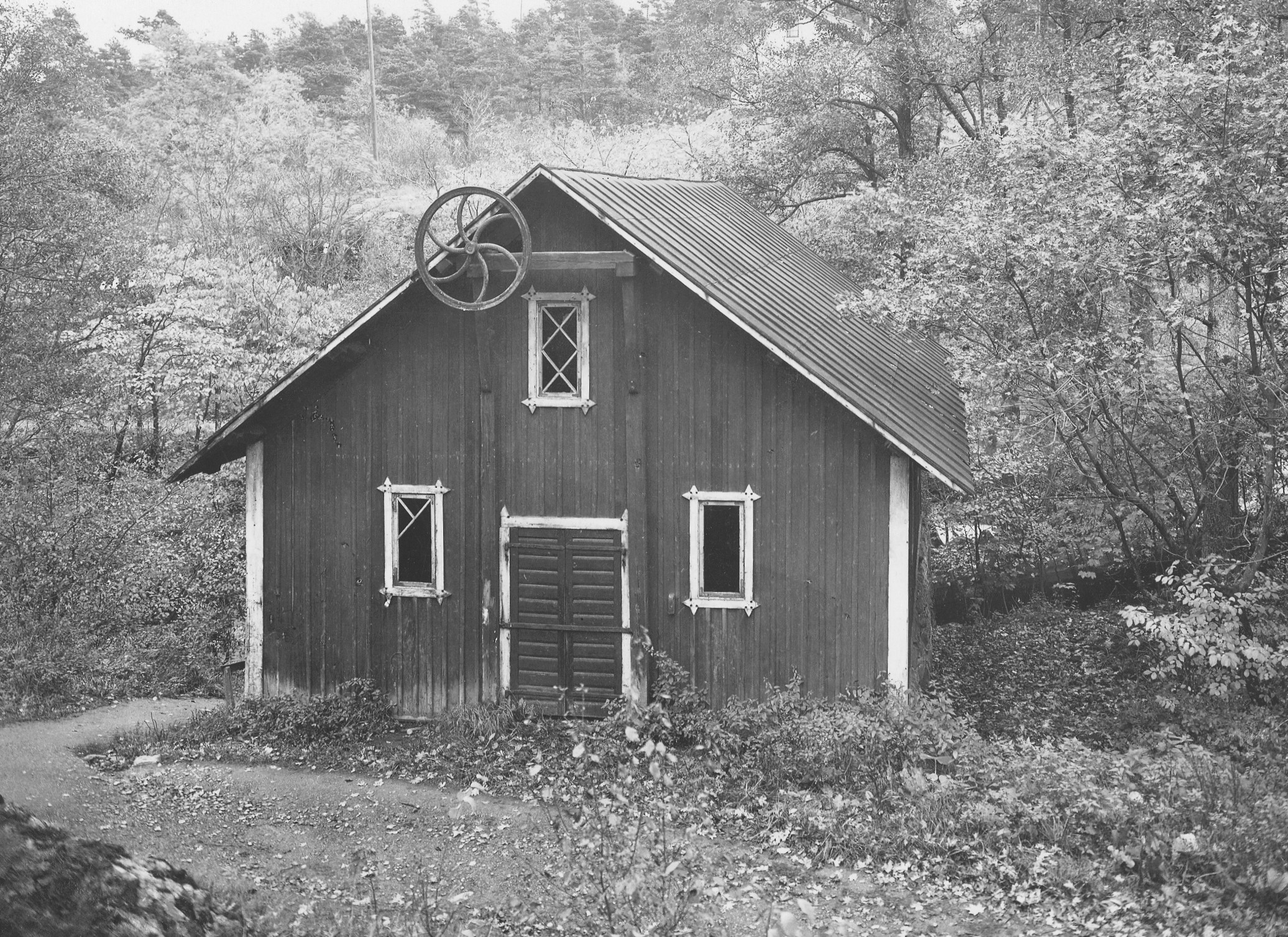
Kvarnbyggnaden (numera riven), 1929.

Årsta gårds kvarn låg vid Årstaskogens bäckravin i Söderort inom Stockholms kommun, i stadsdelen Årsta. Kvarnen var en av de många byggnader som tillhörde Årsta gård.

## Historik

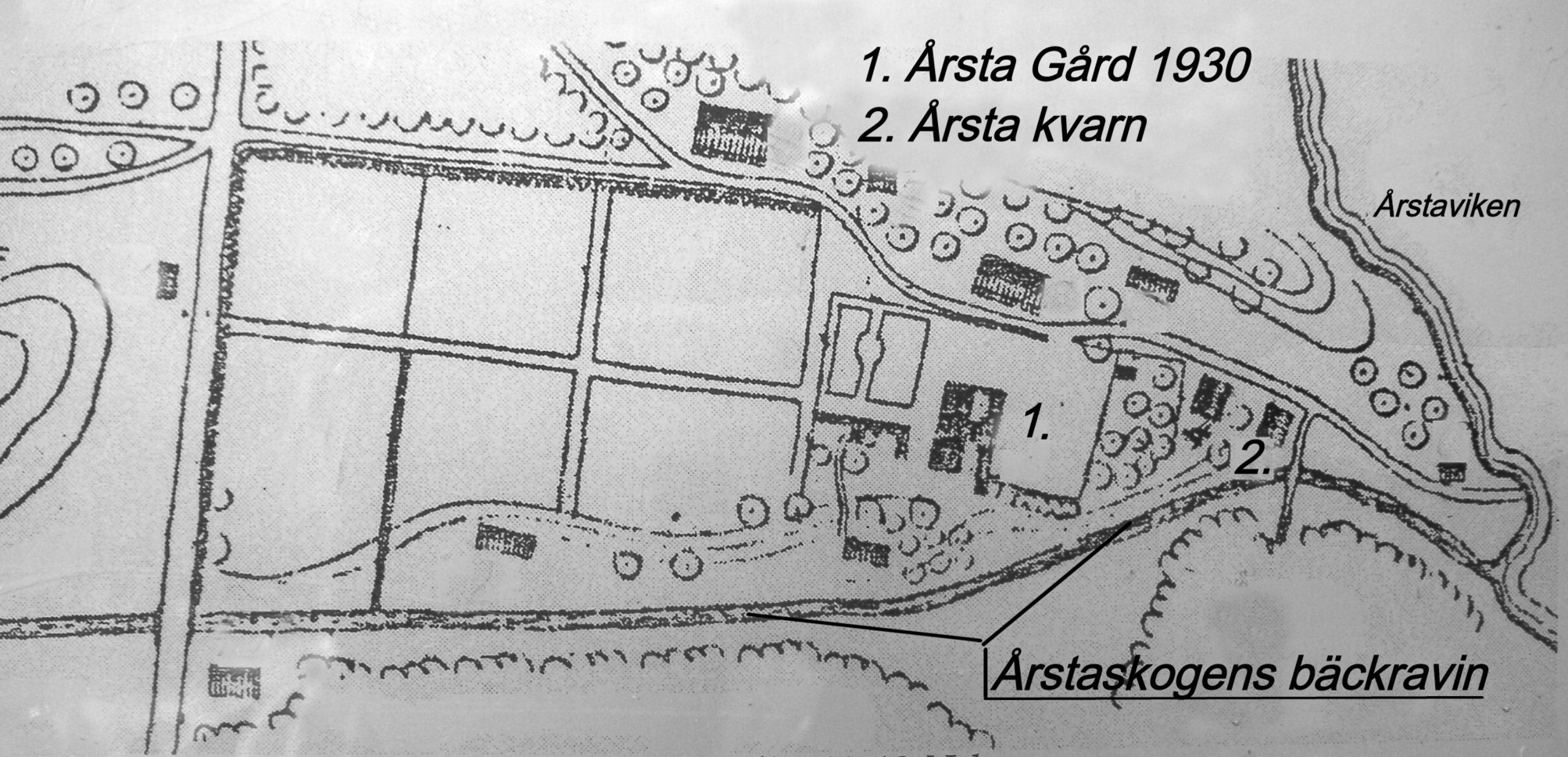
Årsta gård, Årsta gårdens kvarn och Årstaskogens bäckravin, karta från 1930

Årsta gård har ett strategiskt läge utmed den å som bildar Årstaskogens bäckravin och som varit en del av Valla å, med förbindelse ut i Årstaviken och vidare till Mälaren. Åns vattenkraft utnyttjades även till att driva en vattenkvarn. 
Även i äldre tider då strömmen var betydligt starkare fanns här en kvarn som drevs av vattenkraft och redan 1436 står denna omtalad i samband med en tvist om kvarnströmmens tillhörighet mellan Brunnby- och Västbergaborna. Årstaåns kvarnström var eftertraktad. Det fanns ingen annan plats inom hela socknen som var så väl lämpad för just en vattenkvarn.
Kvarnen fanns ännu inpå 1930-talet men byggnaderna som återstod var då mycket förfallna. Kvar fanns själva kvarnbyggnaden samt ett bostadshus för mjölnaren. Dessa var byggda vid 1800-talets mitt och de stadiga gråstensgrunderna syns än idag. Även rester av kvarndammens fördämningsvallar finns bevarade. Dessa restaurerades 2006-2007 för att återskapa något av den gamla miljön och alltsedan den 28 juli 2007 rinner åter vatten i ån.
Av miljöerna runt gården är kvarnlämningarna samt gravfältet och gravarna i nordväst fornlämningar som är skyddade av kulturmiljölagen.

## Bilder
Årsta gårdens kvarn efter upprustningen av området hösten 2007. 

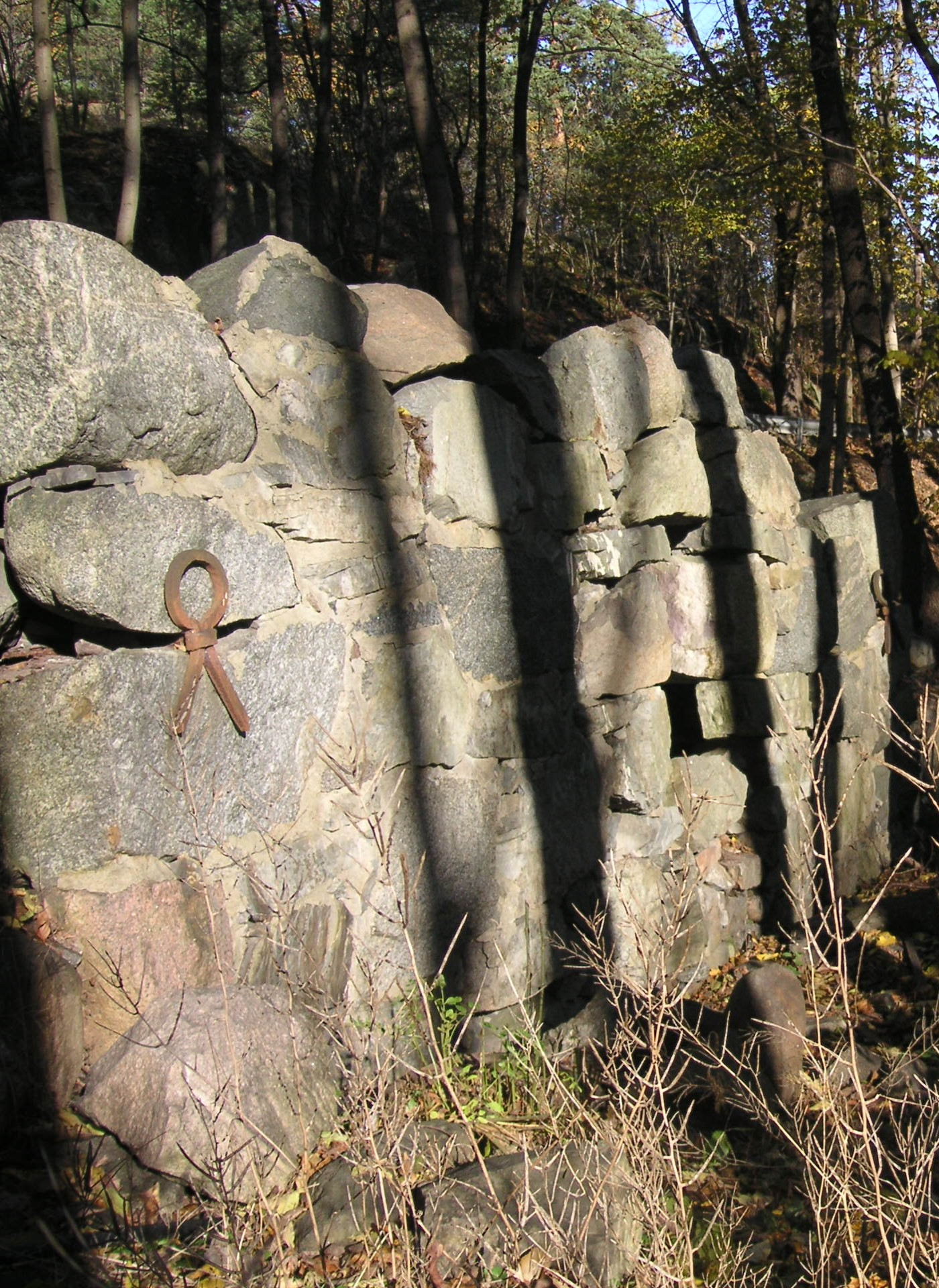
Gråstensgrunden
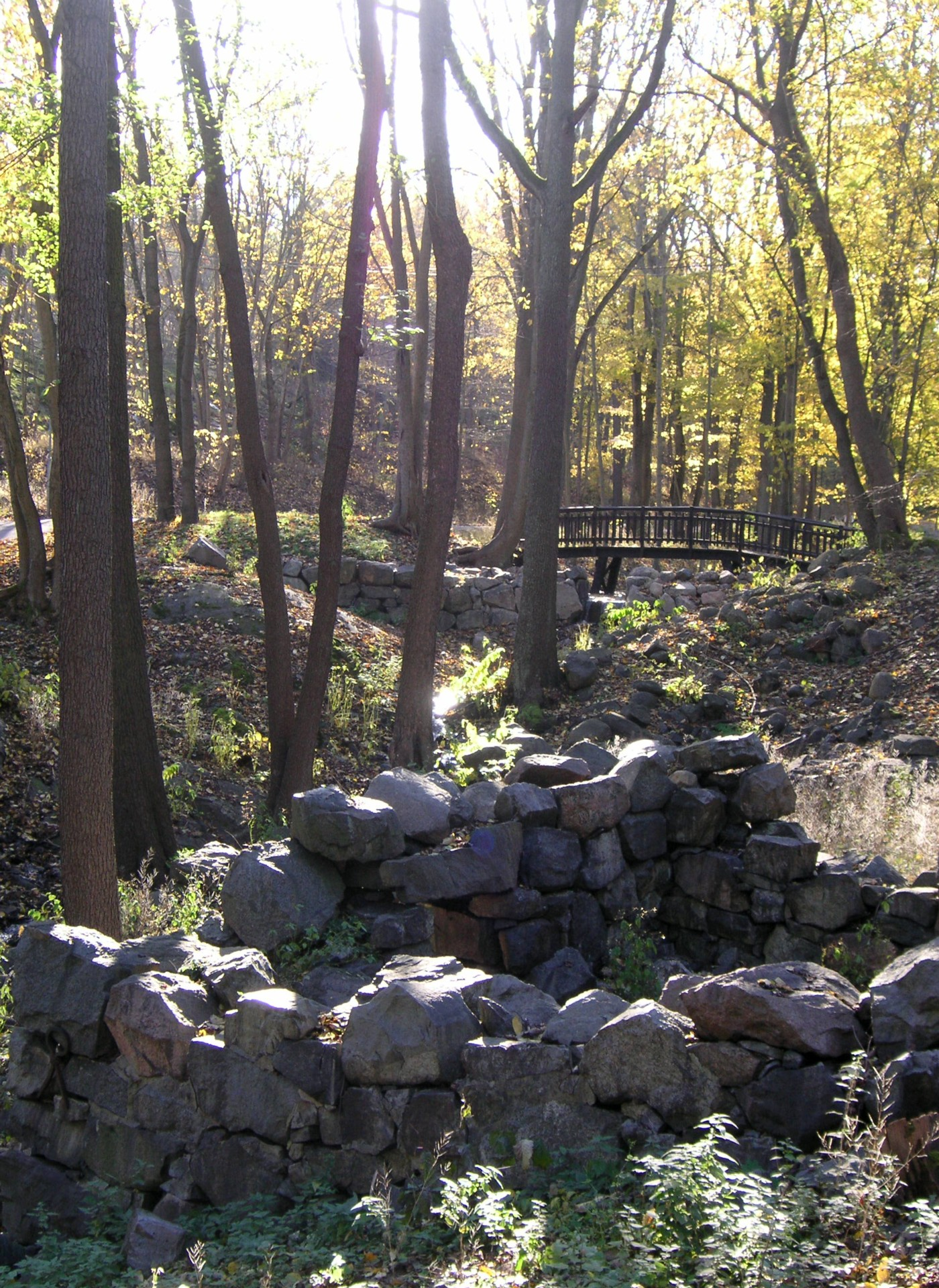
Bäckravinen och bron
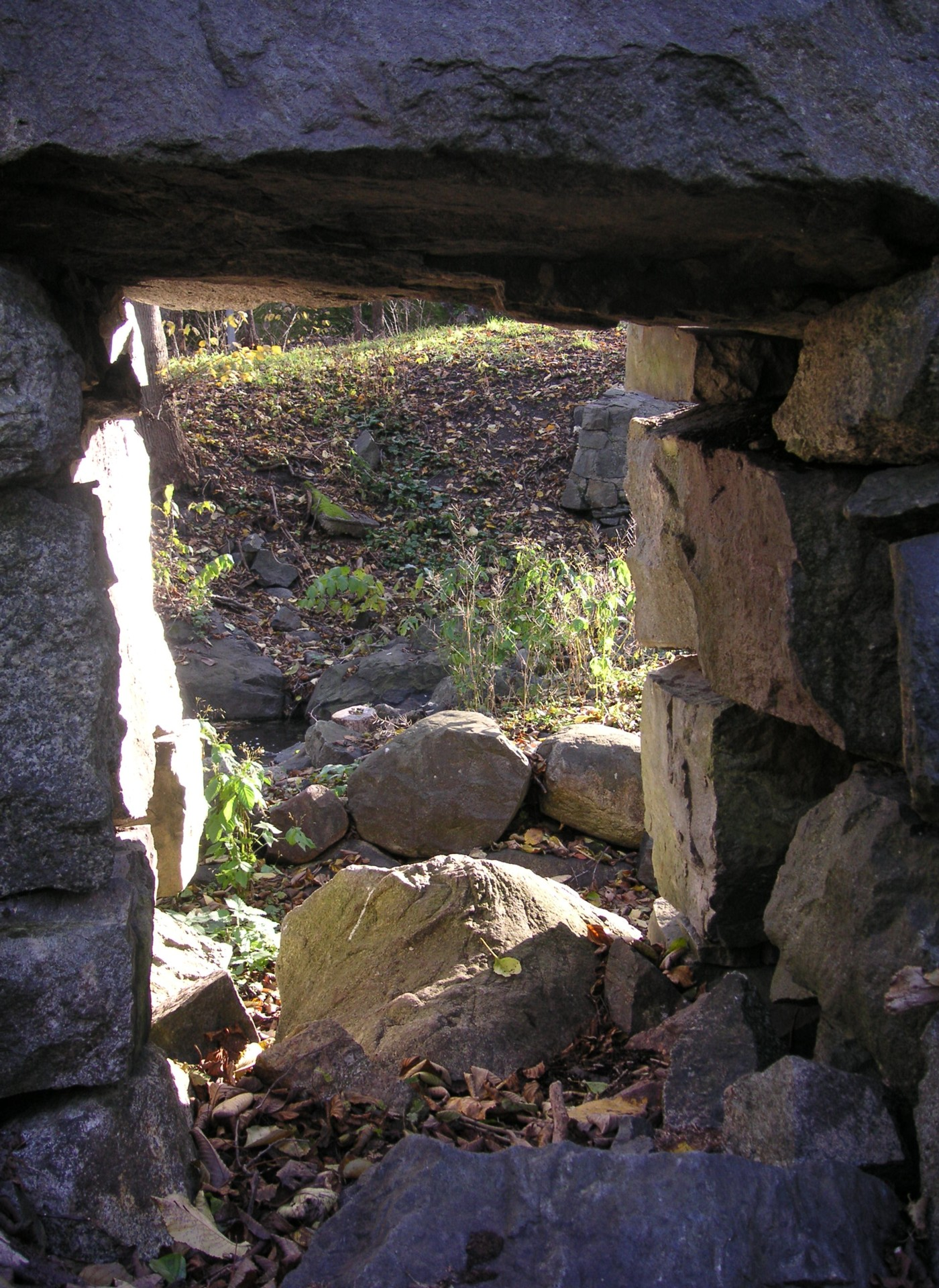
Öppning i grunden mot ån
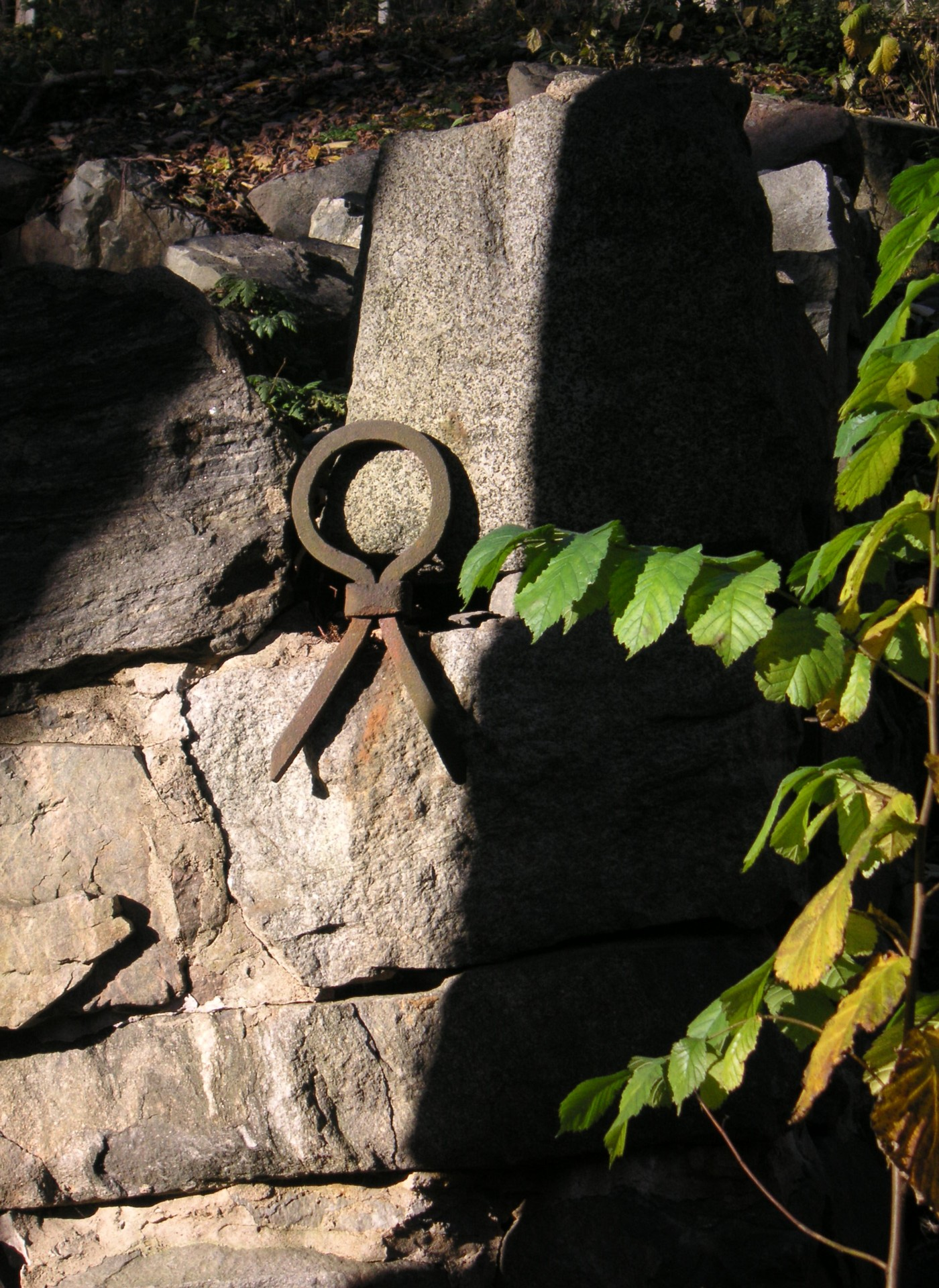
Ankarjärnets ankarslut